# Sabellaria grueti
Sabellaria grueti är en ringmaskart som beskrevs av Kirtley 1994. Sabellaria grueti ingår i släktet Sabellaria och familjen Sabellariidae. Inga underarter finns listade i Catalogue of Life.